# Sansalvini
I sansalvini erano monaci vallombrosani riformati della congregazione dell'osservanza facente capo al monastero fiorentino di San Salvi.
Sorti sul modello della congregazione benedettina di Santa Giustina (o cassinese), furono approvati da papa Pio II nel 1463 e soppressi da papa Innocenzo VIII il 31 gennaio 1485, che trasferì i loro privilegi alla congregazione Santa Maria di Vallombrosa.

## Storia

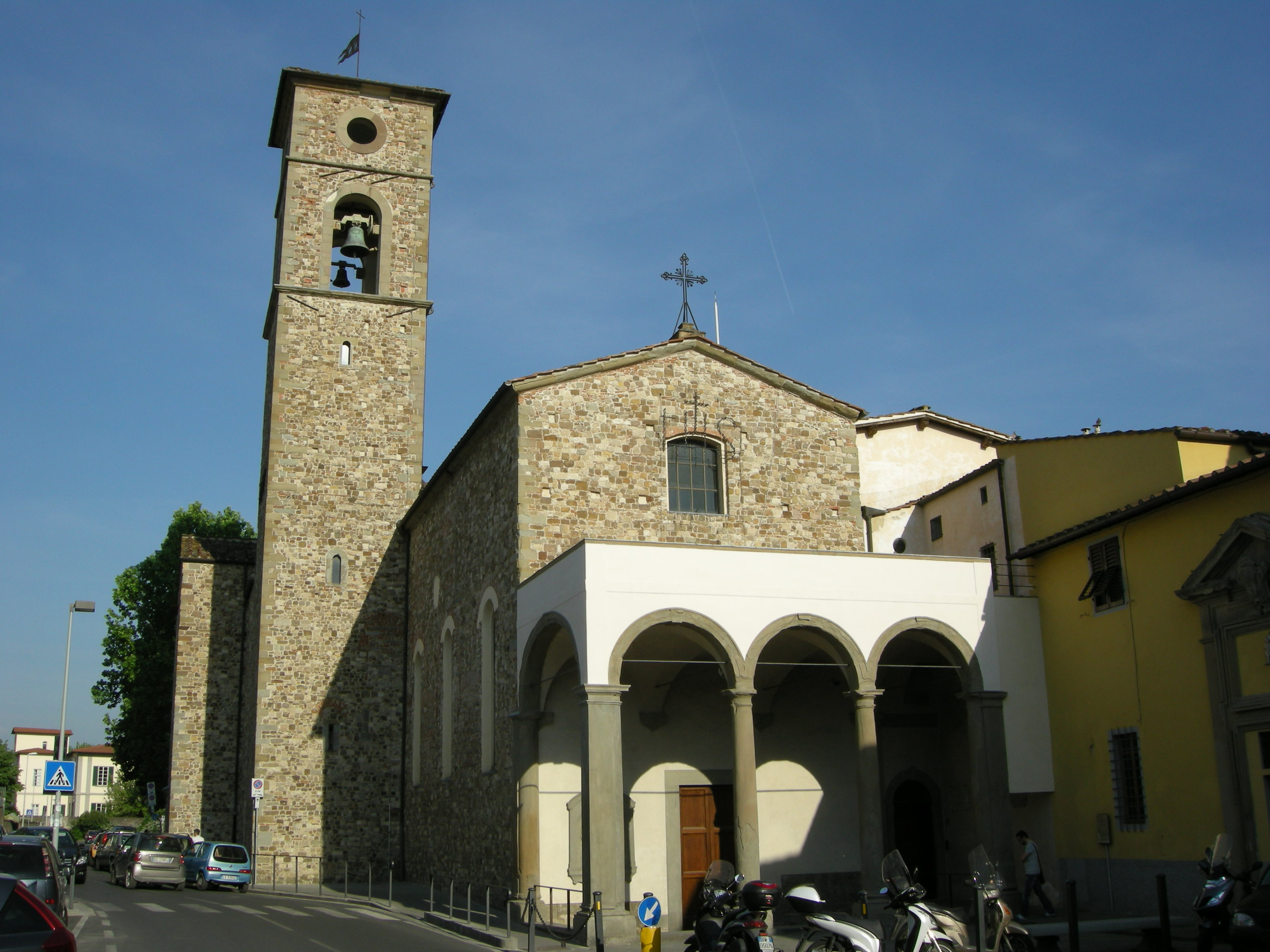
La chiesa del monastero di San Salvi

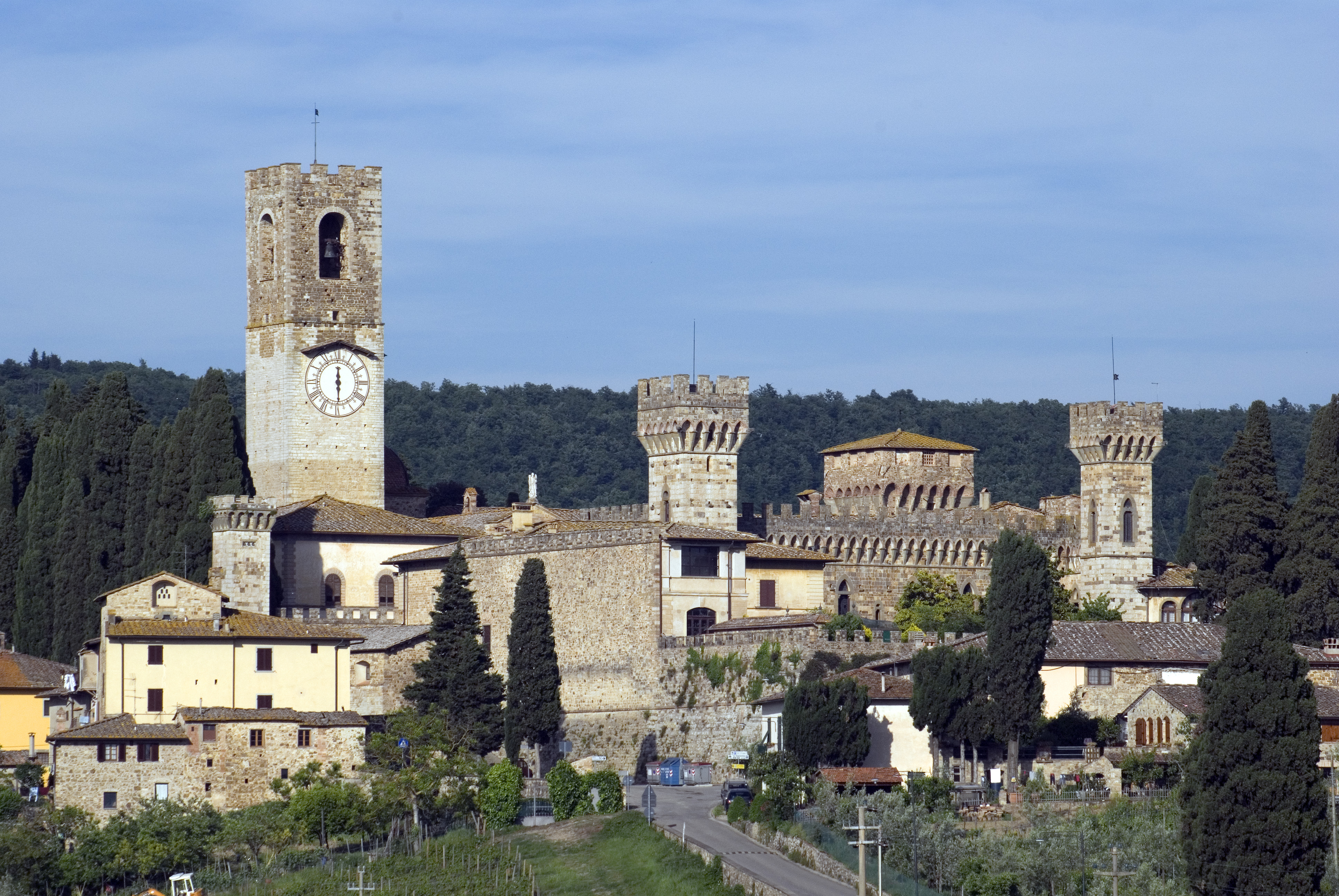
La badia di Passignano

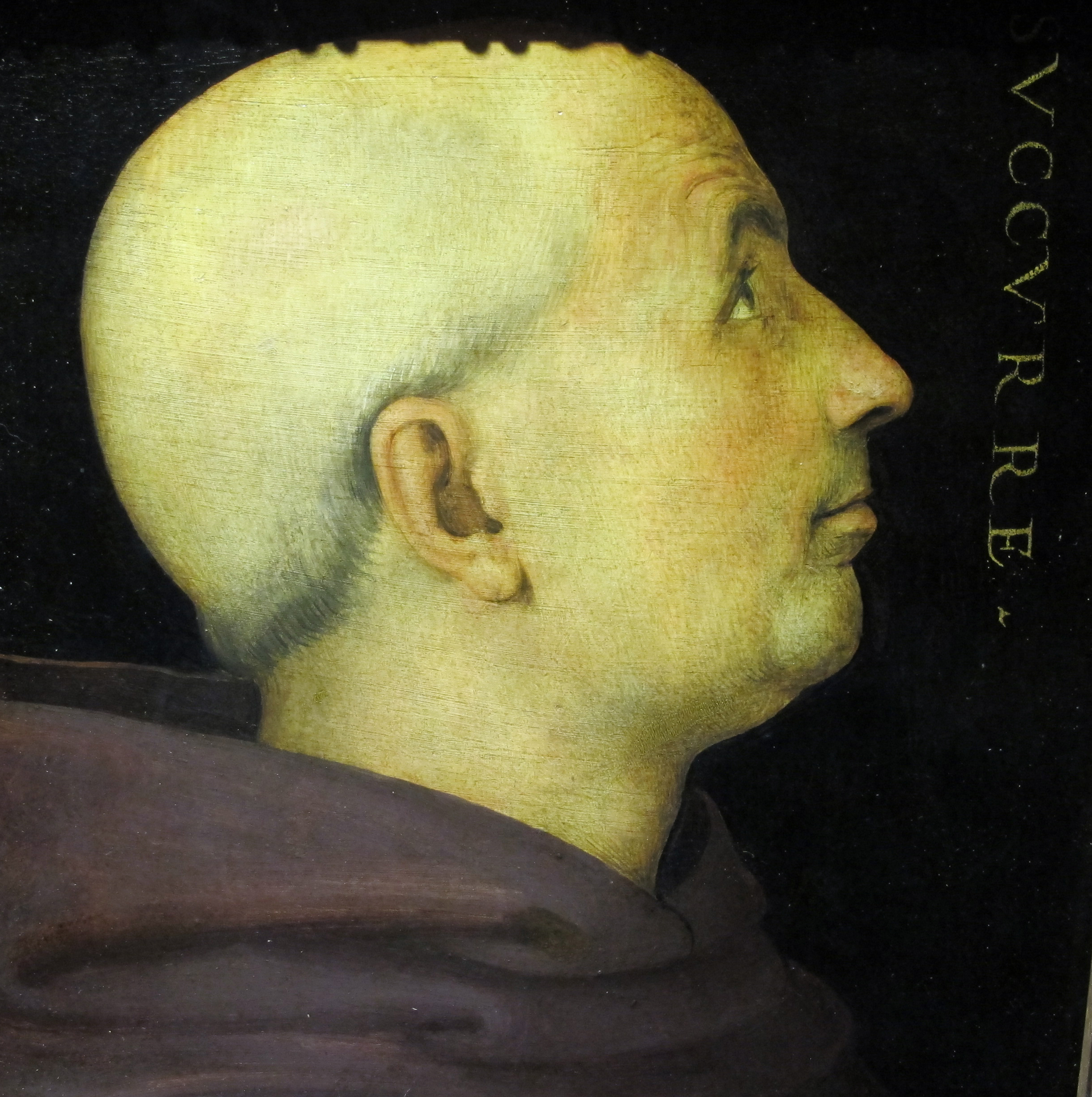
Biagio Milanesi

All'inizio del Quattrocento, per evitare la decadenza economica e della vita regolare, molti monasteri vallombrosani furono animati da un movimento di riforma che li condusse a federarsi in una congregazione sull'esempio di quelli benedettini, riuniti nella congregazione di Santa Giustina.
L'osservanza di Santa Giustina fu introdotta nell'ordine vallombrosano a opera di papa Eugenio IV che, il 13 maggio 1437, nominò abate di Vallombrosa Placido Pavanello, che si era formato come monaco proprio in Santa Giustina a Padova. Sempre su richiesta del pontefice, l'abate Gomes di Badia Fiorentina inviò a Vallombrosa alcuni suoi monaci riformati.
Il monastero vallombrosano di San Salvi a Firenze, sotto la direzione dell'abate Giacomo Niccolini, accolse immediatamente la nuova osservanza e, sotto l'abate Bernardo Morelli, successore di Niccolini, promosse l'unione dei monasteri vallombrosani che avevano aderito alla riforma. San Salvi stipulò una "concordia" con l'abate di Passignano, le cui disposizioni furono approvate da papa Pio II il 13 giugno 1463: il pontefice trasformò la concordia tra i monasteri di San Salvi e Passignano in una congregazione monastica alla quale aderirono presto San Michele in Forcole di Pistoia, San Michele in San Donato in Poggio di Siena, San Fedele di Poppi, San Cassiano di Montescalari, San Pancrazio di Firenze, Santa Prassede in Roma, Santa Maria di Montepiano presso Vernio e il priorato di Cavriglia.
Pur restando sotto l'autorità dell'abate generale dei vallombrosani, i monasteri della congregazione di San Salvi avevano una propria organizzazione: celebravano annualmente i capitoli, ai quali partecipavano gli abati, i priori e i monaci definitori, e in questi capitoli si approvavano i trasferimenti dei monaci, si nominavano gli abati, si discuteva dell'aggregazione di nuovi monasteri, si provvedeva ai problemi economici delle varie comunità e si stabiliva il luogo e la data del capitolo successivo.
Nel 1479, in occasione dell'elezione dell'abate di Vallombrosa destinato a succedere al defunto Francesco Altoviti, emersero profonde divergenze tra i vallombrosani della vecchia osservanza e i sansalvini. Durante il capitolo generale riunitosi in San Pancrazio il 24 maggio 1479, i rappresentanti dei sansalvini lasciarono la riunione ed elessero un loro abate generale, l'abate di Passignano Isidoro, accentuando la loro autonomia; gli altri padri capitolari elessero, invece, Biagio Milanesi.
Per riportare l'unità nell'ordine intervenne papa Sisto IV che, nel concistoro del 19 febbraio 1480, confermò l'elezione di Biagio Milanesi ad abate di Vallombrosa e generale di tutto l'ordine: Milanesi si adoperò per superare le divergenze con i sansalvini e stipulò con essi delle convenzioni approvate da papa Innocenzo VIII il 31 gennaio 1485.
In virtù di tali convenzioni, la congregazione di San Salvi fu soppressa ma la sua legislazione fu ereditata da quella di Santa Maria di Vallombrosa, eretta dal pontefice. La congregazione di Santa Maria di Vallombrosa andò a sostituire l'ordine vallombrosano e negli anni successivi adeguò ancor più la sua organizzazione a quella della congregazione benedettina di Santa Giustina: con breve del 17 giugno 1543, papa Paolo III stabilì che l'abate di Vallombrosa non sarebbe più stato ex officio anche abate generale della congregazione, ma che la congregazione sarebbe stata retta da un abate presidente designato dai rappresentanti di tutti i monasteri.